# Kassör

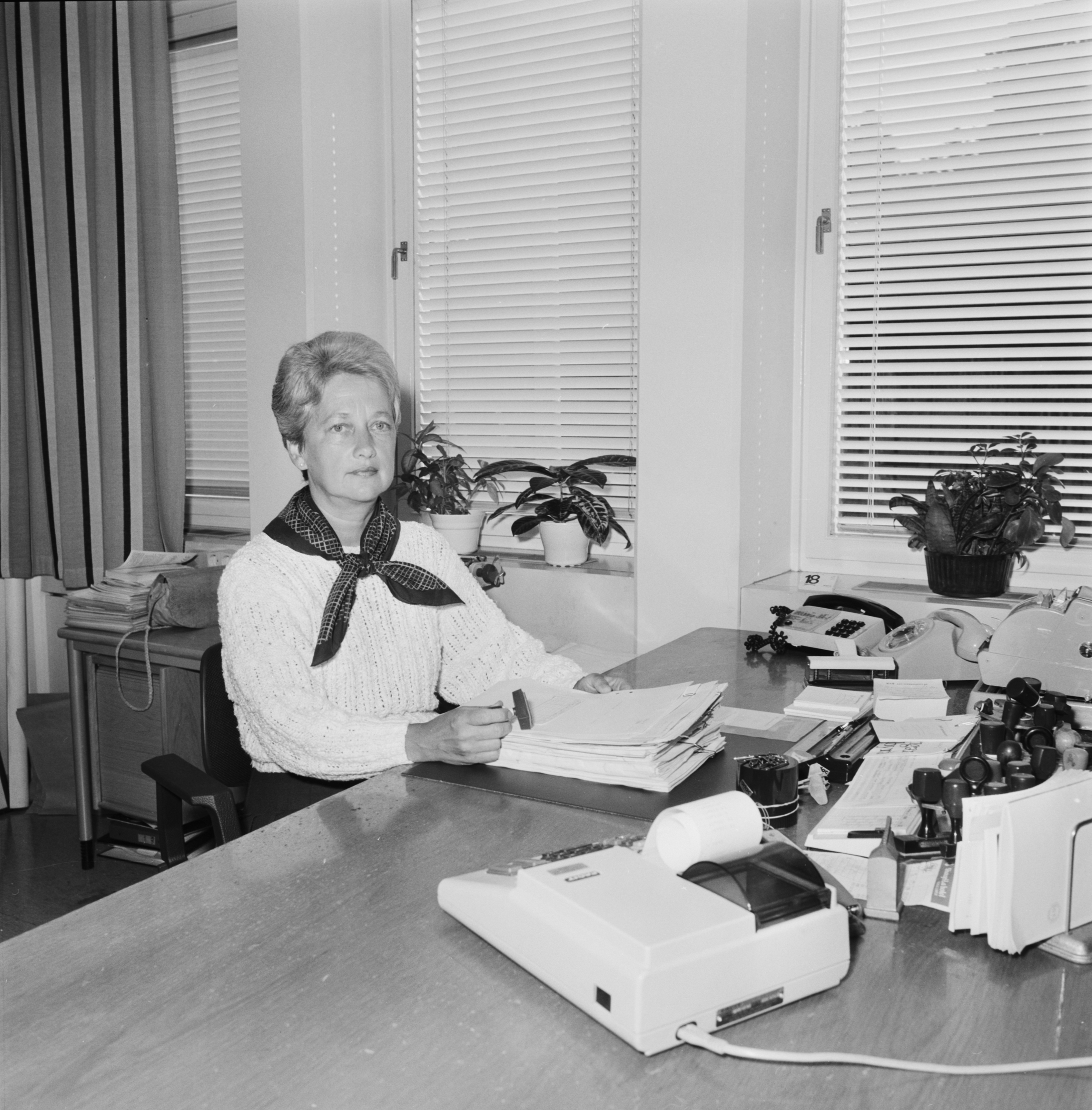
En kassör i Sverige, 1986.

Kassör eller skattmästare är en person som är ansvarig för kassan och sköter ekonomin i en organisation.
Ursprungligen användes ordet skattmästare som titel för en person i en stats eller större institutions förvaltning. Nuförtiden används titeln enbart inom föreningar, stiftelser och liknande organisationer. Även här är titeln något ålderdomlig och den vanligaste beteckningen i föreningar är kassör eller ibland kassaförvaltare. Personen ingår ofta jämte ordföranden och sekreteraren i organisationens styrelse. Både kassör och kassaförvaltare är gamla ord som båda använts under långa perioder på lägre nivåer (under riksförvaltningen) inom den svenska förvaltningen. Ordet kassör är belagt i svenska språket sedan 1656. Det härstammar från italienskans cassiere. Ordet skattmästare är belagt i svenska språket sedan 1748 i betydelsen kassör. Det kommer av det fornsvenska ordet skatmästare med betydelsen uppbördsman.